# B'Day Anthology Video Album
B'Day Anthology Video Album es un DVD de la cantante y compositora estadounidense Beyoncé, publicado oficialmente el 3 de abril de 2007 por la compañía discográfica Columbia Records y vendido en las tiendas de Walmart. No obstante, también fue puesto a la venta a otros minoristas, el 19 de junio del mismo año. Cuenta con trece vídeos musicales de las canciones de su segundo álbum de estudio, B'Day (2006) y su reedición de lujo (2007). Beyoncé rodó nueve vídeos para el material y también se incluyeron cuatro filmados anteriormente. El DVD alcanzó el puesto número 24 de la lista estadounidense Top Music Video Sales y la Recording Industry Association of America (RIAA) lo certificó con un disco de oro, por la venta de 200 000 copias. Fuera de Norteamérica, figura como un disco extra a la edición de lujo de B'Day. El vídeo de «Still in Love (Kissing You)» fue objeto de una demanda por infracción de derechos de autor, por lo tanto, se decidió retirarla del DVD en abril de 2007.

## Antecedentes
Beyoncé afirmó que filmó B'Day Anthology Video Album «porque siempre quiso hacer un disco de vídeo» y con el fin de que sus admiradores no tuviesen que conectarse a YouTube para ver sus vídeos musicales, y en su lugar pudiesen verlos vía DVD. La cantante sabía cuál sería la coreografía de los vídeos antes de que comenzara el rodaje y también planeó sus peinados, los trajes y el maquillaje. Quería que cada uno pareciese diferente, y por lo tanto utilizó técnicas diferentes del filme, la moda y el estilo. El DVD contiene trece vídeos musicales e imágenes de detrás de escenas. Previo a la filmación del material, los videoclips de «Déjà Vu», «Ring the Alarm», «Irreplaceable» y «Listen» ya habían sido grabados; los otros nueve fueron filmados en un período de dos semanas. B'Day Anthology Video Album contiene vídeos musicales de todas las canciones de la edición estándar de B'Day (2006), a excepción de «Resentment». También se incluye «Beautiful Liar», «Flaws and All» y «Still in Love (Kissing You)», que se encuentran solo en la edición de lujo. Según Vibe, Beyoncé es la primera artista en publicar trece vídeos musicales en un año.

## Publicación y recepción
La compañía discográfica Columbia Records publicó B'Day Anthology Video Album exclusivamente a través de las tiendas de Walmart, el 3 de abril de 2007, mismo día en que fue puesta a la venta la edición de lujo de B'Day. Asimismo, el DVD se puso a disposición para otros minoristas el 19 de junio del mismo año. Fuera de Norteamérica, el material fue presentado como el segundo disco en la edición de lujo de B'Day, aunque sin el detrás de escenas. Además, Irreemplazable, un EP con grabaciones en español, se incluyó como un disco adicional en los Estados Unidos. Antes de su lanzamiento, algunos vídeos fueron extraídos de un avance del álbum y se filtraron en Internet en forma de MP4.
Para la promoción, Beyoncé apareció en los programas de televisión Today y The Early Show, mientras que la cadena de televisión VH1 Soul emitió varios de sus vídeos. B'Day Anthology Video Album ingresó en el puesto número 24 de la lista Top Music Videos Sales de los Estados Unidos, el 28 de abril de 2007, y el 3 de octubre del mismo año, la Recording Industry Association of America (RIAA) lo certificó con dos discos de platino, por la venta de 200 000 copias en ese país.

### Demanda de infracción por derechos de autor
Beyoncé versionó la canción de Des'ree, «Kissing You» (1997) para la versión de lujo de B'Day, bajo el título de «Still in Love (Kissing You)» y filmó un vídeo para B'Day Anthology Video Album. Sin embargo, una de las condiciones establecidas por los editores de Des'ree, Royalty Network, fue que la cantante no publicase la canción en forma de vídeo. Al desobedecer la condición, los editores presentaron una demanda por infracción de derechos de autor contra las partes involucradas, en un total de 150 000 USD por daños. Las copias publicadas de B'Day Anthology Video Album fueron retiradas en abril de 2007 de las tiendas, y en octubre del mismo año, la demanda fue desestimada con perjuicios. Posteriormente, las copias del álbum no contenían «Still in Love (Kissing You)».

## Lista de canciones
| B'Day Anthology Video Album |                                                                                             |                           |          |  |
| N.º                         | Título                                                                                      | Director(es)              | Duración |  |
| 1.                          | «Beautiful Liar» (con Shakira)                                                              | Jake Nava, Beyoncé        | 3:34     |  |
| 2.                          | «Irreplaceable»                                                                             | Anthony Mandler           | 4:17     |  |
| 3.                          | «Kitty Kat»                                                                                 | Melina Matsoukas, Beyoncé | 1:03     |  |
| 4.                          | «Green Light»                                                                               | Matsoukas                 | 3:31     |  |
| 5.                          | «Upgrade U» (con Jay-Z)                                                                     | Matsoukas, Beyoncé        | 4:38     |  |
| 6.                          | «Flaws and All»                                                                             | Cliff Watts, Beyoncé      | 4:14     |  |
| 7.                          | «Get Me Bodied» (mezcla extendida) (con Kelly Rowland, Michelle Williams y Solange Knowles) | Mandler, Beyoncé          | 6:42     |  |
| 8.                          | «Freakum Dress»                                                                             | Ray Kay, Beyoncé          | 3:21     |  |
| 9.                          | «Suga Mama»                                                                                 | Matsoukas, Beyoncé        | 3:37     |  |
| 10.                         | «Déjà Vu» (con Jay-Z)                                                                       | Sophie Muller             | 4:06     |  |
| 11.                         | «Ring the Alarm»                                                                            | Muller                    | 3:33     |  |
| 12.                         | «Listen» (versión del director)                                                             | Diane Martel              | 3:49     |  |
| 13.                         | «Still in Love (Kissing You)» (solo en las copias iniciales)                                | Watts, Beyoncé            | 4:41     |  |
| 14.                         | «Créditos»                                                                                  |                           | 0:51     |  |
| 15.                         | «Anthology Behind the Scenes»                                                               | Ed Burke                  | 17:39    |  |

Nota
- La duración de cada uno de estos vídeos musicales incluye una introducción con hummel de cinco segundos, excepto «Green Light», que está catalogado como una continuación de «Kitty Kat», y por lo tanto no tiene ninguna introducción. Los créditos y el detrás de escenas tampoco tienen presentaciones.

## Créditos y personal
- Richard J. Alcock: producción de DVD
- Nate Adams: asistente de coreografía
- Raymon Baynes: cocoreografía
- Beyoncé: dirección, producción ejecutiva y cocoreografía
- Kim Bradshaw: producción
- Fusako Chubachi: dirección artística y diseño
- Ben Cooper: producción
- Cindy Denkhaus: coordinación de vídeo
- Frank Gatson: coreografía principal
- Erwin Gorostiza: dirección artística
- Jil Haden: producción
- Danielle Hobbs: asistente de coreografía
- Ty Hunter: estilo
- Dan Ichimoto: diseño
- ilovedust: logotipo
- Quincy S. Jackson: mercadotecnia
- Grant Jue: producción
- Shelli Jury: producción
- Ray Kay: dirección
- Kimberly Kimble: cabello
- Mathew Knowles: producción ejecutiva
- Tina Knowles: estilo
- Anthony Mandler: dirección
- Diane Martel: dirección
- Clifford McGhee: cocoreografía
- Melina: dirección
- Jonte Moaning: cocoreografía
- Galo Morales: animación
- Sophie Muller: dirección
- Jake Nava: dirección
- Danielle Polanco: cocoreografía
- Rhapsody: cocoreografía
- Todd Sams: cocoreografía
- Tanisha Scott: cocoreografía
- Shakira: cocoreografía
- Bethany Strong: asistente de coreografía
- Fransesca Tolot: maquillador
- Cliff Watts: dirección
- Max Vadukul: fotografía
- John Winter: producción
- Camille Yorrick: producción

Fuentes: notas del DVD.